# یهودیان گیلان
آغاز استقرار یهودیان در گیلان نامعلوم است ولی اولین اشاره به یهودیان ساکن چاهخان، جایی در نزدیکی شهر لاهیجان در نوشتجات میرظهیرالدین در ۱۴۴۱ صورت گرفته‌است. دومین منبع تاریخ بابایی بن لطف است که در قرن هفدهم به شهر رشت اشاره می‌کند. منبع سوم متعلق به کشیش ارمنی اراکل است که در همان قرن به شهر فومن اشاره می‌کند. منبع چهارم ضبط یعکوو دیلمانیان در خصوص انتقال یهودیان از گیلان و دیلمان به مشهد است. یاوبرت و ه.ل.رابینو به زندگی حدود ۵۰ خانوادهٔ یهودی در رشت در وضع فلاکت بار در ۱۸۰۶-۰۹ اشاره می‌کنند.
بسیاری از یهودیان در طاعون ۱۸۳۰ رشت که یک سوم جمعیت شهر را تلف کرد کشته شدند. در رشت جایی به اسم یهودی‌تپه است که کسی به یاد نمی‌آورد چه زمانی یهودی در آن می‌زیسته‌است.
سیاهکل دیگر شهر یهودی‌نشین مهم گیلان است که جمعیت یهودی‌اش سنتی دارد که بنابر آن نسبش را به شاه داوود می‌رساند. یهودیان سیاهکل برخلاف رشت در بین خود به گیلکی سخن می‌گویند که نشان دهندهٔ قدمتشان در گیلان است. به گفتهٔ رابینو در ابتدای قرن بیستم ۱۵ تا ۲۰ خانوادهٔ یهودی در این شهر به‌عنوان تاجر کار می‌کردند. پوگرومی (کشتاری) در سیاهکل رخ داد که طی آن بسیاری از یهودیان کشته برخی به اسلام گروانده شدند و بقیه شهر را به مقصد رشت ترک کردند. ممکن است این پوگروم (کشتار) در حدود ۱۸۸۰ رخ داده باشد.
یهودیان کاشان پس از آزار و اذیت در دوره شاه سلطان حسین به دیلمان کوچ کردند. آن‌ها در دیلمان به تجارت و تعمیر زینتهای زنانه،  خرید اشیاء عتیقه و انتقالشان به قزوین برای فروش و انداختن و فروش شراب می‌پرداختند. ناآرامی گیلان در دوران نهضت جنگل یهودیان را از سیاهکل فراری داد و به غیر از چند خانواده که اسلام آورند که به اطراف لاهیجان پناه برده که آخرین فرد با تغییر نام خود به عیسی بابایی (از بابایی بن لطف) ، دیگران امکان ادامهٔ زندگی در گیلان را نیافته و از روی ناچاری به تهران رفتند. در آغاز حکومت پهلوی از ۹۰ خانوار یهودی ساکن یهودی محلهٔ سیاهکل تنها ۵ خانوادهٔ یهودی مسلمان شده در سیاهکل باقی ماندند. یهودیان سیاهکل در مکالمات بین خود به عبری سخن می‌گفتند ولی در تماس با مردم محلی از زبان گیلکی استفاده می‌کردند. اسناد به جا مانده از آن‌ها نیز به عبری و فارسی نوشته شده‌است.
در اوایل قرن بیستم  برخی از یهودیان گیلان در ماه رمضان روزه می گرفتند.
اشاره‌های کلی به اسکان یهودیان در جاهای مختلف گیلان چون افرمجان، خمام، یهودکلایه، لاهیجان، رودبار، فومنات و دیگر شهرها وجود دارد.
در ۱۹۴۸ رشت و بندر پهلوی بیشترین جمعیت یهودی را داشتند. بیشتر یهودیان مهاجرین از کاشان اصفهان و سیاهکل بودند و بیشتر شان در تجارت نساجی کار می‌کردند. رشت ۳۰ خانواده یهودی یک کنیسا و یک دبیرستان به نام کورش داشت. جمعیت یهودی پهلوی نصف رشت بود. پس از انقلاب اسلامی تنها یک خانواده یهودی در رشت ماند. گزارشی از وجود جوامع یهودی در اوایل قرن ۲۱ م در سایر شهرهای گیلان وجود ندارد.
امنون نتصر و شائول موفاز از جمله یهودیان سرشناس گیلان هستند 